# Maria Quintans
Maria Quintans (Lisboa, 1955 – Lisboa, 15 de junho de 2024) foi uma poeta e dramaturga portuguesa.

## Biografia
Nasceu em 1955, na cidade de Lisboa.
Foi uma das fundadoras da Revista Inútil, onde colaborou como directora editorial. Também esteve envolvida na fundação das empresas Hariemuj Editora, Cama de Gato Editora e Edições Guilhotina, onde trabalhou como editora.
Publicou as obras de poesia Apoplexia da Ideia em 2008, Chama-me Constança em 2010, O Silêncio em 2013, A Pata da Cabra em 2014, Décimo Terceiro Andamento & Chama-me Constança em 2015, e Se me empurrares eu vou em 2019, tendo esta última sido a sua estreia na editora Assírio & Alvim. Além disso, vários dos seus poemas foram compilados em revistas e livros portugueses, brasileiros e espanhóis.
A sua primeira obra de dramaturgia foi o monólogo Décimo Terceiro Andamento, em 2015, e no ano seguinte escreveu a peça infanto-juvenil Este Não Sou Eu. Em 2020 editou as peças A Síndrome da Culpa e Os Demónios Não Gostam de Ar Fresco, esta última baseada no escritor sueco Ingmar Bergman, em cujas obras Maria Quintans se inspirou ao longo da sua carreira. Com efeito, em 2024 fez uma residência literária na ilha de Fårö, na Suécia, segundo recomendação da actriz Liv Ullmann, que tinha sido companheira de Ingmar Bergman. A peça Os Demónios Não Gostam de Ar Fresco foi levada ao palco no Teatro São Luiz, em Abril de 2024, com direcção de Albano Jerónimo e Cláudia Lucas Chéu, e foi publicada em livro, pela editora Húmus.
Faleceu em 15 de Junho de 2024, com 69 anos de idade, no Hospital de São José, devido a um aneurisma cerebral. Na sequência do seu falecimento, a Ministra da Cultura emitiu uma nota de pesar, onde destacou a sua carreira como escritora e editora, tendo classificado Maria Quintans como «interventiva e entusiasta», e realçou a sua «notável voz poética, capaz de chegar a diferentes leitores».